# Палаццо Джустиниани (Рим)
Палаццо Джустиниани, по прозванию «Пикколо Колле» (итал. Palazzo Giustiniani, il «Рiccolo Colle» — Маленькая гора) — дворец на Виа делла Догана Веккья (Улице старой таможни) близ Пьяцца Сант-Эустакио в районе Пьяцца делла Ротонда и Пантеона в Риме.
Во дворце находятся представительские апартаменты председателя Сената Республики, «Зал Цуккаро», кабинеты почётных президентов Республики, почётных президентов Сената, некоторые службы и административные помещения. С 1901 по 1985 год дворец служил резиденцией масонского ордена Великого Востока Италии (del Grande Oriente d’Italia).

## История
Дворец был построен недалеко от Пантеона в конце XVI века для монсеньора Франческо Венто, но в 1590 году его приобрёл Джузеппе Джустиниани, член генуэзской семьи, правившей островом Хиос в Эгейском море, но покинувшей остров после завоеваний Османской империи. По прибытии в Рим маркиз Винченцо Джустиниани в процессе перестройки палаццо инициировал археологические раскопки, в результате которых были обнаружены руины лежащих в основе здания «Александринских терм» (Terme alessandrine). Работы были продолжены его приёмным сыном Андреа Джустиниани Банкой, который в 1650 году объединил здание с другими земельными участками, вплоть до Пьяцца делла Ротонда. Строительство было завершено его женой Марией Фламинией Памфили и их сыном Карло Бенедетто Джустиниани.
Старший брат Винченцо, кардинал Бенедетто Джустиниани, присоединил палаццо к окружающим зданиям, включив в свой дворец весь квартал рядом с Пантеоном. Винченцо Джустиниани приобрёл для дворца коллекцию произведений искусства, насчитывающую около 1600 предметов, составивших знаменитую галерею первого этажа дворца, в том числе античные статуи и картины Джорджоне, Тициана, Рафаэля и Караваджо.
Здание, изначально построенное по проекту Джованни Фонтаны при содействии его более известного брата Доменико Фонтаны, претерпевало различные изменения в течение первой половины XVII века до вмешательства в 1650 году Франческо Борромини, который построил новый портал и балкон над ним, и элегантный внутренний двор — атриум с пониженными, или «опущенными, арками» (archi ribassati), характерными для стиля Борромини.
В середине XVIII века И. И. Винкельман включил дворец в число мест своей ознакомительной поездки в Италию. Иностранные путешественники, проводившие Гран-тур, восхищались античными статуями дворца. Были и те, кто жаловался на то, что произведения собраны «без порядка и без изящества в галерее, лишённой всякого орнамента: больше складе, чем галерее». Но во втором десятилетии XIX века началось рассеивание той части художественного наследия Галереи, которая ещё не перетекла в другие собрания.
В 1859 году, с пресечением основной линии семьи Джустиниани, дворец стал собственностью семьи Грациоли, которые в 1898 году сдали его в аренду масонскому ордену Великого Востока Италии (Grande Oriente d’Italia). Посвящённые называли дворец «Зелёный Ватикан» (Vaticano Verde) или «Ватикан тридцати трёх» (Vaticano dei 33).
В 1917 году душевнобольной человек застрелил во дворце Акилле Баллори, кандидата на звание Великого Командора Шотландского Устава и помощника Великого Магистра Великого Востока Италии.
В начале 1926 года режим Муссолини объявил масонство вне закона и конфисковал дворец для использования Сенатом. Судебный процесс по этому поводу был разрешён мирным путем в 1960 году соглашением между обществом и министром Джузеппе Трабукки, которое было предложено госсекретарём США Кристианом Гертером. По этому соглашению часть дворца, примыкающая к площади Пьяцца делла Ротонда, оставалась под контролем масонов. Сенат получил контроль над всем дворцом только в 1985 году, когда масоны переехали на виллу дель Васчелло на Яникульском холме.
В 1938 году здание было соединено с Палаццо Мадама (с 1871 года другой резиденцией Сената) подземным переходом, который существует до настоящего времени.
C 1946 по 1948 год дворец использовался Энрико де Никола, временным главой государства (а затем первым президентом Итальянской республики) в качестве официальной резиденции вместо Палаццо дель Квиринале, ранее резиденции римских пап, затем королей Италии, а ныне президентов республики. Подтверждение Конституции Италии 27 декабря 1947 года также произошло в Зале Конституции Палаццо Джустиниани.

## Архитектура дворца
Палаццо построено в стиле римского классицизма. Его фасады симметричны, имеют ясные пропорциональные членения, рустованные углы, характерные наличники окон. В интерьерах выделяется Большой зал, или «Большая галерея Палаццо Джустиниани» (Grande Galleria di palazzo Giustiniani), но обычно его называют «Залом Цуккаро» в честь художника Федерико Цуккаро, расписавшего потолок и стены зала. Это единственная комната, которая осталась неизменной с момента постройки Палаццо.
Зал целиком расписан фресками (не все росписи сохранились полностью): на своде изображены пять эпизодов «Истории царя Соломона» (помазание на царство, строительство Иерусалимского храма, суд Соломона, сыновья, вынужденные пронзить труп отца, встреча Соломона с царицей Савской) и четыре аллегорические фигуры добродетелей: Религия, Трудолюбие, Бдительность, Красноречие, приписываемые царю Израиля.